# Borek (powiat nyski)
Borek (niem. Leopoldsdorf) – wieś w Polsce położona w województwie opolskim, w powiecie nyskim, w gminie Korfantów. Historycznie leży na Górnym Śląsku, na ziemi prudnickiej.
W latach 1945–1954 miejscowość należała do gminy Łącznik w powiecie prudnickim. W latach 1975–1998 miejscowość należała administracyjnie do województwa opolskiego.

## Integralne części wsi
| SIMC       | Nazwa       | Rodzaj    |
| ---------- | ----------- | --------- |
| nie nadano | Stary Borek | część wsi |

## Nazwa
Pierwotną, niemiecką nazwą miejscowości było Leopoldsdorf. Została ona przyswojona przez ludność polskojęzyczną jako Leopoldowiec lub Leopoldowice. 1 czerwca 1948 nadano miejscowości, wówczas administracyjnie związanej z Przechodem i należącej do powiatu prudnickiego, polską nazwę Leopoldowice. Współczesna nazwa – Borek – powstała w nawiązaniu do sąsiedztwa Borów Niemodlińskich.

## Historia

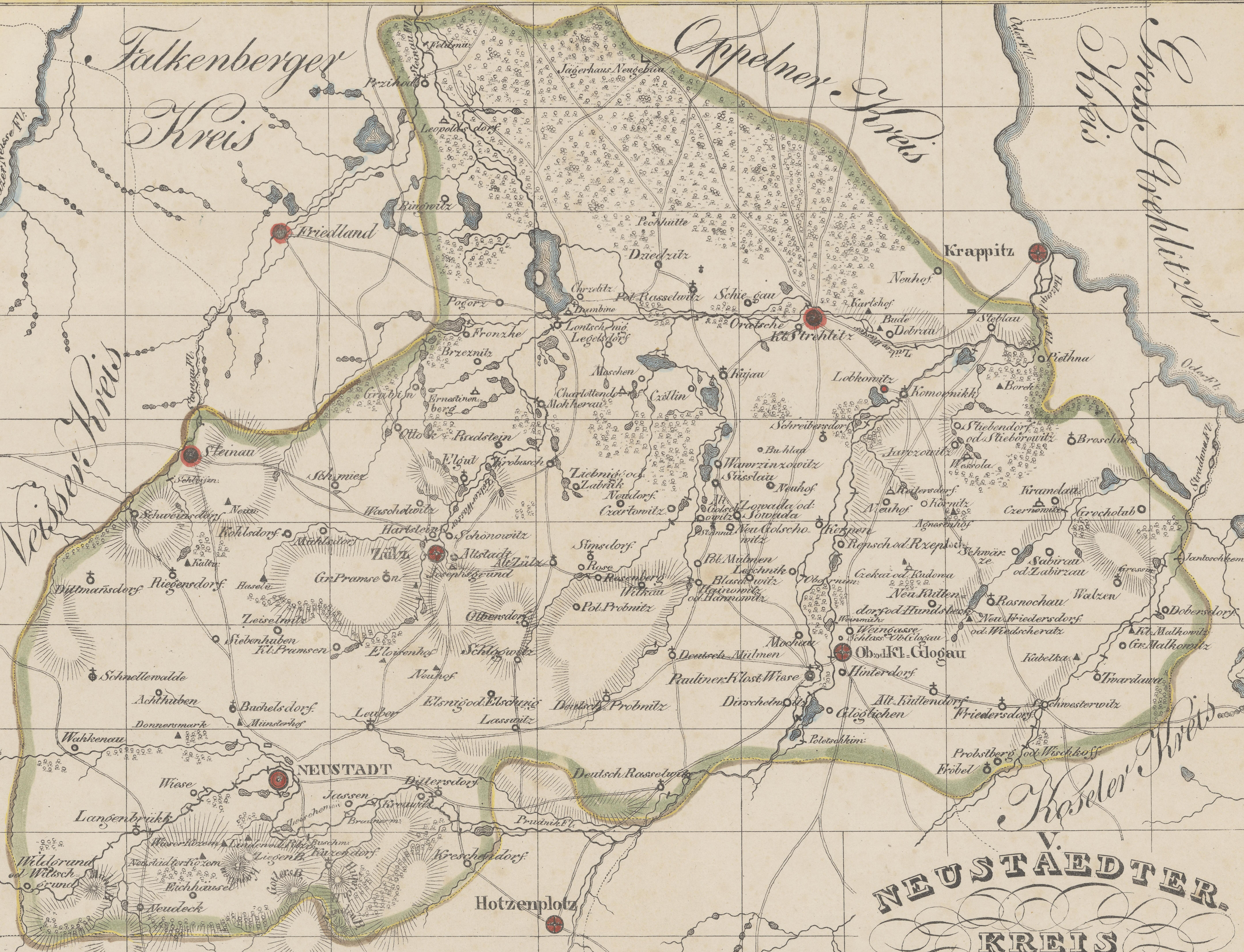
Borek (Leopoldsdorf) wśród miejscowości ziemi prudnickiej na mapie z XIX wieku

Wieś została założona w 1757 przez hrabiego Dietrichsteina w ramach kolonizacji fryderycjańskiej. Była to kolonia zamieszkała przez chałupników. Wchodziła w skład dóbr zamku w Chrzelicach. W 1783 dobra chrzelickie wraz z Borkiem kupił król Fryderyk II Wielki. Należała do powiatu prudnickiego w prowincji Śląsk. W miejscowości funkcjonowała smolarnia. W 1864 Borek wchodził w skład Dominialnego Urzędu w Chrzelicach.
W 1921 w zasięgu plebiscytu na Górnym Śląsku znalazła się tylko część powiatu prudnickiego. Borek znalazł się po stronie wschodniej, w obszarze objętym plebiscytem.
W spisie gromad i miejscowości w powiecie prudnickim na dzień 1 stycznia 1953 wymieniono Borek jako przysiółek Przechodu. Do 1954 roku Borek należał do powiatu prudnickiego (gmina Łącznik). W związku z reformą administracyjną, w 1954 Borek został odłączony od powiatu prudnickiego i przyłączony do niemodlińskiego (gromada Przechód). Miejscowość pozostała przysiółkiem Przechodu do 1970, kiedy uzyskała samodzielność administracyjną.
W 1995 gmina Korfantów przeprowadziła wśród mieszkańców ankietę dotyczącą przynależności administracyjnej w obliczu nadchodzącej reformy. Mieszkańcy Borku opowiedzieli się za przynależnością do powiatu prudnickiego.

## Gospodarka
W Borku siedzibę ma firma Usługi Budowlane Luda Andrzej, zrzeszona w Cechu Rzemieślników i Przedsiębiorców w Prudniku.

## Turystyka
Oddział PTTK „Sudetów Wschodnich” w Prudniku ustanowił turystyczną Odznakę Krajoznawczą Ziemi Prudnickiej, którą zdobywa się poprzez zwiedzenie odpowiedniej liczby obiektów w miejscowościach położonych na ziemi prudnickiej, w tym w Borku.